# شاشة عرض البلورة السائلة
1. فيلم تصفية الاستقطاب بمحور عمودي فقط لإدخال الضوء.
2. ركيزة الزجاج مع أقطاب الITO.
3. سائل كريستال خيطي ملتوي.
4. ركيزة الزجاج الكهربائي مع فيلم (ITO) مع الحافات الأفقي للاصطفاف مع فلتر أفقي
5. فيلم تصفية الاستقطاب بمحور أفقي فقط لمنع / تمرير الضوء.
6. سطح عاكس لعكس الضوء إلى المشاهد

شاشة عرض الكريستال السائل.
- فيلم تصفية الاستقطاب بمحور عمودي فقط لإدخال الضوء.
- ركيزة الزجاج مع أقطاب الITO.
- سائل كريستال خيطي ملتوي.
- ركيزة الزجاج الكهربائي مع فيلم (ITO) مع الحافات الأفقي للاصطفاف مع فلتر أفقي
- فيلم تصفية الاستقطاب بمحور أفقي فقط لمنع / تمرير الضوء.
- سطح عاكس لعكس الضوء إلى المشاهد

شاشة العرض البلورة السائلة (بالإنجليزية: Liquid Crystal Display)‏ اختصاراً LCD وتُقرأ إل سي دي، هي جهاز بصري مكون من كريستالات مصفوفة على سطح رقيق مقسم إلى عنصورات عديدة مدعم بضوء خلفي، يقوم الكرستال بتحويل الضوء الماين الاستقطاب ليظهر صورة أو رمز أو إشارة. تتكون الشاشة من عنصورات تعرض نقاطًا من الألوان أو الضوء. بواسطة الحقل الكهربائي نتحكم في اتجاه الضوء وبمساعدة مصفي الاستقطاب والإضاءة الخلفية تظهر الصّورة. منها تطورت active matrix display وللتحكم في الماتركس بواسطة thin film transistor (TFT).

## نظرة عامة
يوجد في السنتي متر الواحد من الشاشة أعداد كبيرة جدا مما يعرف بالبيكسل وهو عبارة عن مربع صغير جدا يحتوي على عدد من الألوان الأساسية التي تعطي الإضاءة، وتختلف جودة الشاشة باختلاف كمية البيكسل في السنتيمتر الواحد، وأيضا يختلف قوة البيكسل بقوة إضاءته.
كل بكسل في شاشة الكرستال السائل يتكون من طبقة جزئ مصفوف بين إثنين من اموصلات كهربائية لشفافة، واثنين من المرشّحات (فلاتر) الأول أفقي والأخر عمودي، والضوء الذي يمر في أوّل مرشّح لن يمر عبر المرشّح الثّاني.

## المميزات

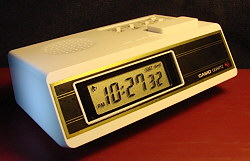
منبّه يستخدم شاشة العرض البلوري السائل

شاشة الكرستال السائل تستخدم تقريبا نفس نظام الشاشة العادية، ولكن بدل الغاز الموجود داخل الشاشاة الكبيرة وُضع سائل وهو ما يعرف بالسائل البلوري.
ومن بين مميزات هذه الشاشات:
- سمك أقل بكثير من الشاشات الصندوقية العادية.
- خفيفه ويسهل نقلها أو تعليقها أو تخزينها في أي مكان نظرا لشكلها اللوحي.
- مرشدة للكهرباء فلا تحتاج جهد عال من الكهرباء كما في الشاشات المكعبة العادية.
- بما أنها لا تستخدم جهد عال فهي مريحة للعينين بالمقارنة بالشاشة العادية.
- شكلها أفضل بكثير من الشاشة العادية.
- جودتها أعلى من الشاشة العادية من حيث الألوان.

## اختراعات لها علاقة
- اختراع شاشة الكرستال السائل تحتوي على خاصيه اللمس.
- اختراع شاشة الكرستال السائل قابله للطي. (ولكن لم تسوق في اأسواق بعد، وقد اخترعوها سنة 2015 ميلادي )
- اختراع شاشة الكرستال السائل ثلاثية الأبعاد بحيث تشعر أنك داخل المشهد تماما.

## استعمالاته
يستعمل في التلفاز، الهواتف الخلوية، السّاعات، وأجهزة الكمبيوتر وفي أغلب الاجهزه الكهربائية وغيرها.